# Praça Niterói

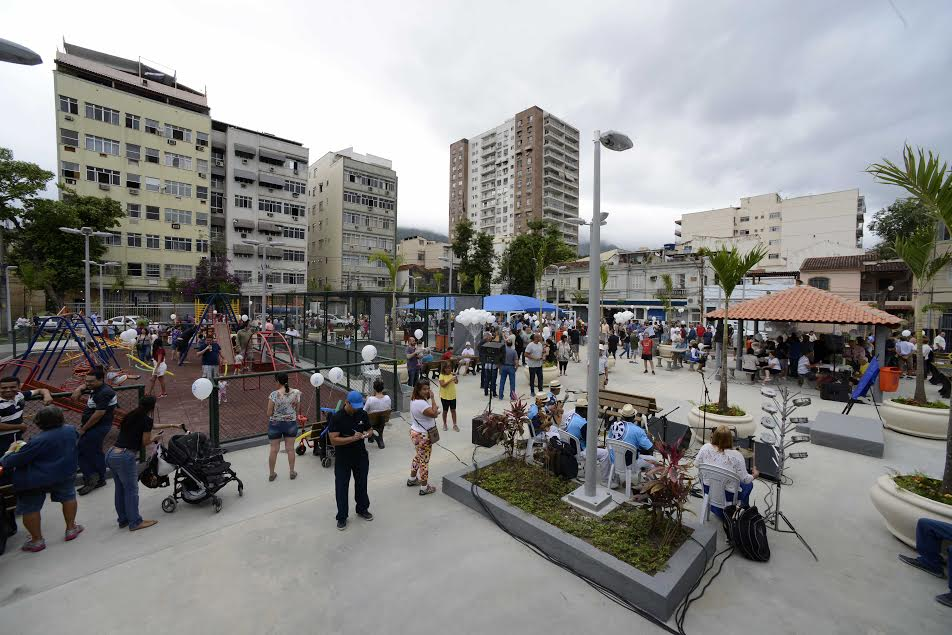
A Praça Niterói em 2015.

A Praça Niterói é uma praça situada no bairro do Maracanã, na Zona Norte da cidade do Rio de Janeiro. Com uma área de 4.568 m², localiza-se entre as ruas Dona Zulmira e Santa Luíza.

## História

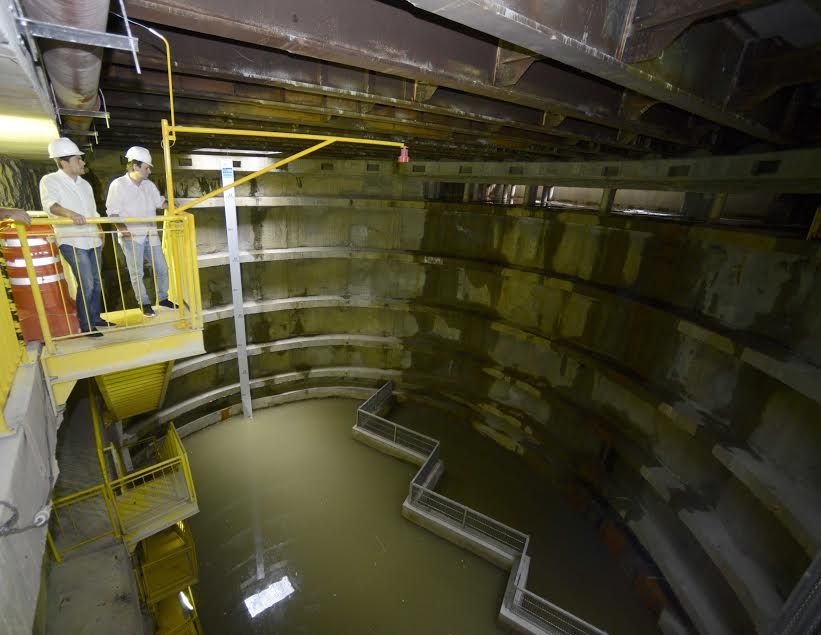
Interior de um dos reservatórios de águas pluviais da Praça Niterói, em 2015.

No dia 25 de outubro de 2015, o então prefeito carioca Eduardo Paes inaugurou três reservatórios de águas pluviais, popularmente conhecidos como "piscinões", construídos sob a praça com a finalidade de reservar a água de chuvas fortes, acumulando os volumes e amortecendo os picos das vazões (volume/tempo), evitando assim transbordamento de rios do entorno e enchentes. Os três reservatórios, interligados para que mantenham o mesmo nível de água, possuem capacidade para armazenar até 58 milhões de litros de água. Os "piscinões" da Praça Niterói foram construídos no âmbito do Programa de Controle de Enchentes da Grande Tijuca, elaborado com a finalidade de evitar enchentes nos bairros da Grande Tijuca. Outros dois reservatórios, sendo um localizado sob a Praça da Bandeira e o outro situado sob a Praça Varnhagen, também foram feitos no âmbito deste programa. No mesmo dia também foi entregue a reforma da Praça Niterói, que foi reurbanizada e passou a contar com academia da terceira idade, área para ginástica e musculação, área para jogos de cartas, circuito de caminhada, parque infantil e quadra poliesportiva. A estrutura entre a praça e os reservatórios recebeu o reforço de 58 vigas do Elevado da Perimetral, demolido no âmbito do Porto Maravilha, o que proporcionou uma economia de R$ 20 milhões aos cofres públicos.

## Pontos de interesse
Os seguintes pontos de interesse situam-se nas redondezas da Praça Niterói:
- Hospital Universitário Pedro Ernesto (HUPE)
- Zonas eleitorais do Tribunal Regional Eleitoral do Rio de Janeiro (TRE-RJ)
- Unidade Maracanã da Escola Firjan SESI
- Ambulatório do Maracanã do Instituto de Assistência dos Servidores do Estado do Rio de Janeiro (IASERJ)